# Musée Isabella-Stewart-Gardner
Le musée Isabella-Stewart-Gardner (en anglais : Isabella Stewart Gardner Museum) est un musée de Boston, dans le Massachusetts, consacré aux arts européen et américain. Il a été fondé en 1903 par Isabella Stewart Gardner (1840–1924).

« Rien ne se peut décrire de ce palais vénitien entièrement transporté et rebâti (à l'intérieur) autour d'un jardin éclatant de cinéraires (...). Quelle réunion de chefs-d'œuvre. »

— André Fraigneau (1952)

## Collections

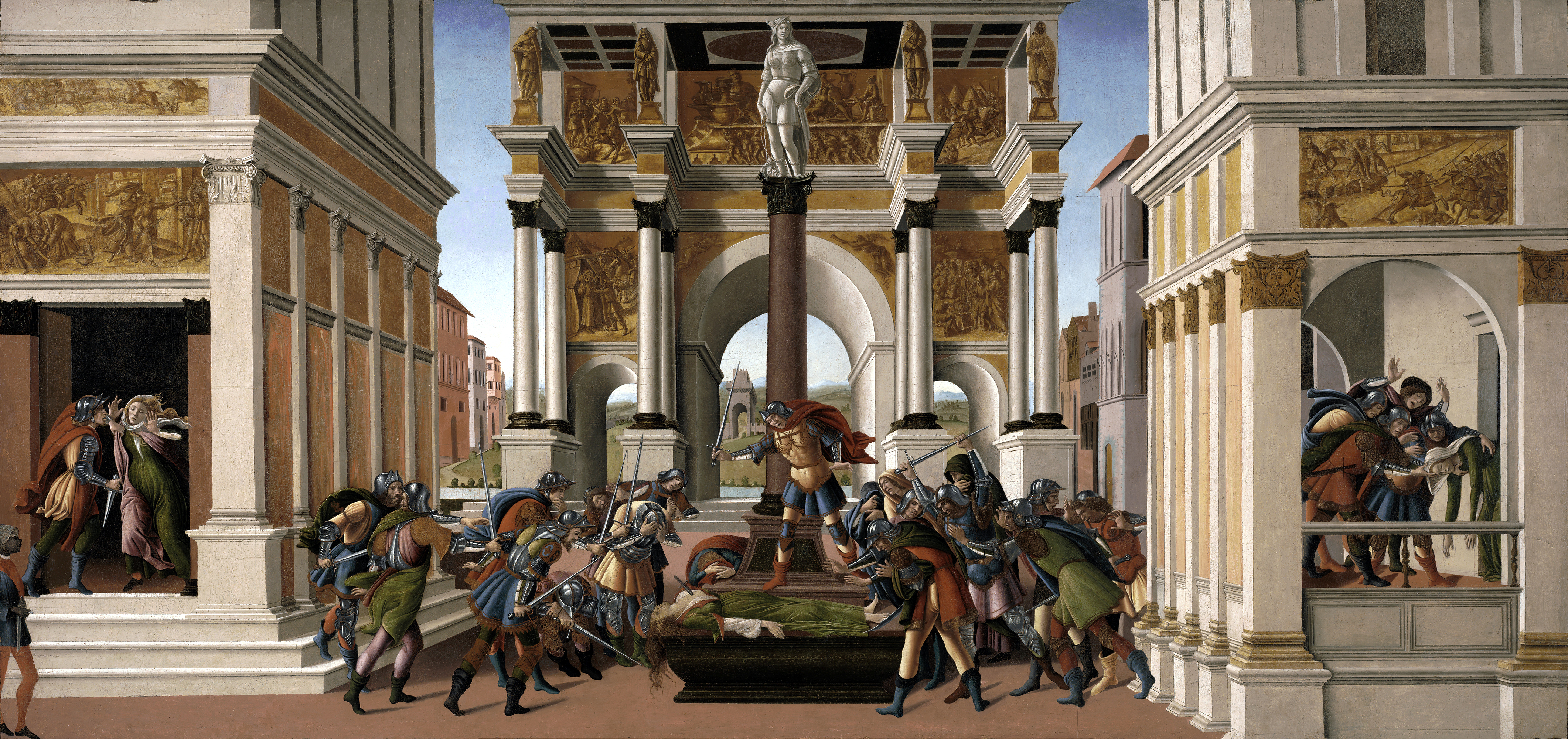
Sandro Botticelli, La Tragédie de Lucrèce (1496–1504), toile exposée au musée.

Isabella Stewart Gardner a su rassembler et présenter une collection de plus de 2 500 objets – peintures, sculptures, meubles, étoffes, éléments architecturaux, dessins, argenterie, céramique, manuscrits enluminés, livres rares, photographies, lettres – depuis la Rome antique, l'Europe médiévale, la Renaissance italienne, l'Asie, le monde islamique, jusqu'au XIXe siècle en France et en Amérique.
Les archives détiennent plus de 7 000 lettres d'un millier de correspondants, parmi lesquels Henry Adams, T.S. Eliot, Sarah Bernhardt et Oliver Wendell Holmes, en plus des albums de voyages, reçus de marchands d'art et livres d'or des visiteurs.
Les galeries contiennent aussi, bien que peu connue, une vaste collection de livres d'Isabella Stewart Gardner, comprenant des manuscrits et premières éditions imprimées de Dante, des œuvres du miniaturiste Jean Bourdichon, des incunables et des manuscrits enluminés.

## Œuvres
En 2019, la collection compte 7 500 peintures, sculptures, meubles et autres objets.
Parmi les artistes représentés dans les galeries, on note Titien, Rembrandt, Michel-Ange, Raphaël, Sandro Botticelli, Édouard Manet, Edgar Degas, James Abbott McNeill Whistler et John Singer Sargent. Dans la Chambre jaune se trouve le premier tableau par Henri Matisse entré dans une collection américaine.[réf. nécessaire]
Parmi les œuvres de la collection, relevons:
- Fra Angelico, Dormition et Assomption de la Vierge, vers 1424-1434[11]
- Sandro Botticelli, La Madone de l'Eucharistie, 1470-1475
- Sandro Botticelli, La Nativité, vers 1482-1485
- Sandro Botticelli, La Tragédie de Lucrèce, vers 1500[12]
- Agnolo Bronzino, Étude pour une figure de La Résurrection, vers 1548-1552[13]
- Benvenuto Cellini, Bindo Altoviti, 1549[14]
- Gustave Courbet, Paysage avec une rivière, vers 1885[15]
- Lucas Cranach l'Ancien, Adam et Ève, XVIe siècle[16]
- Eugène Delacroix, Le Croisé, 1840[17]
- Piero della Francesca, Hercule, vers 1470[18]
- Giotto di Bondone, La Présentation au Temple, vers 1320[19]
- Childe Hassam, A New York Blizzard, vers 1890[20]
- Léonard de Vinci et autres, Étude de figures humaines et de chevaux, vers 1481[21]
- Édouard Manet, Madame Auguste Manet, 1863[22]
- Simone Martini, Vierge à l'Enfant, vers 1325[23]
- Henri Matisse, La Terrasse, Saint-Tropez, 1904[24]
- Michel-Ange, Pietà, 1540[25]
- Nadar, Portrait de George Sand, 1864[26]
- Margaret Osgood, Étui de cuir, vers 1903[27]
- Raphaël, Pietà, vers 1503-1505[28]
- John Singer Sargent, El Jaleo, 1882[29]
- John Singer Sargent, Portrait d'Isabella Stewart Gardner, 1888[30]
- Rembrandt, Autoportrait à 23 ans, 1629[31]
- Dante Gabriel Rossetti, Love's Greeting, vers 1861[32]
- Pierre Paul Rubens, Thomas Howard, Earl of Arundel, vers 1629-1630[33]
- Le Tintoret, Femme en noir, vers 1590-1599[34]
- Titien, Le Rapt d'Europe, 1562[2]
- Gerard ter Borch, The Music Lesson, vers 1668[35]
- Joseph Mallord William Turner, The Roman Tower, Andernach, 1817[36]
- Paolo Uccello, Une jeune femme à la mode, années 1460[37]
- Giorgio Vasari, Musiciens, vers 1545[38]
- Élisabeth Vigée Le Brun, Tabatière avec miniature de madame du Barry, fin du XVIIIe siècle[39]
- Rogier van der Weyden, Vierge à l'Enfant, XVe siècle[40]
- Anders Zorn, Isabella Gardner Stewart à Venise, 1894[41]
- Anders Zorn, L'Omnibus, 1892[42]
- Francisco de Zurbarán, Un Docteur en droit, vers 1635[43]

## Vol de tableaux en 1990
Dans les premières heures de la matinée du 18 mars 1990, alors que la ville terminait les célébrations de la Saint-Patrick, deux voleurs déguisés en policiers de Boston ont pénétré dans le musée et dérobé treize œuvres d'art après avoir ligoté les gardiens.
La valeur totale des pièces volées a été estimée à 500 millions de dollars, ce qui en fait le vol le plus important de biens privés au monde. Des cadres vides ont été accrochés dans la galerie de peinture néerlandaise en lieu et place des œuvres disparues, dans l'espoir de leur retour. Le choix des œuvres volées a laissé perplexes les experts, parce que beaucoup d'entre elles n'étaient pas parmi les plus précieuses présentes dans le musée. En mai 2017, la récompense est passée de 5 à 10 millions de dollars, l'administration du musée et le FBI espèrent ainsi recueillir de nouveaux indices et témoignages. Devant se terminer le 31 décembre 2017, l'offre de prime a été prolongée en 2018. En 2019, l'offre est devenue sans échéance.
Les treize objets volés sont:
- Edgar Degas, Cortège sur une route aux environs de Florence, 1857-1860[50] ;
- Edgar Degas, La Sortie du pesage, XIXe siècle[51] ;
- Edgar Degas, Étude pour le programme de la soirée artistique du 15 juin 1884, Galerie Ponsin (I), 1884[52] ;
- Edgar Degas, Étude pour le programme de la soirée artistique du 15 juin 1884, Galerie Ponsin (II), 1884[53] ;
- Edgar Degas, Jockey à cheval, vers 1885-1888[54] ;
- Govert Flinck, Paysage avec un obélisque, 1638[55] ;
- Édouard Manet, Chez Tortoni, vers 1875[56] ;
- Rembrandt van Rijn, A Lady and Gentleman in Black, 1633[57] ;
- Rembrandt van Rijn, Le Christ dans la tempête sur la mer de Galilée, 1633[58] ;
- Rembrandt van Rijn, Portrait de l'artiste en jeune homme, vers 1633[59] ;
- Johannes Vermeer, Le Concert, 1663–1666[60] ;
- Fleuron français en forme d'aigle, 1813–1814[61] ;
- Gobelet chinois en bronze (Gu), XIIe siècle av. J.-C.[62].

Quelques-unes des œuvres volées en 1990
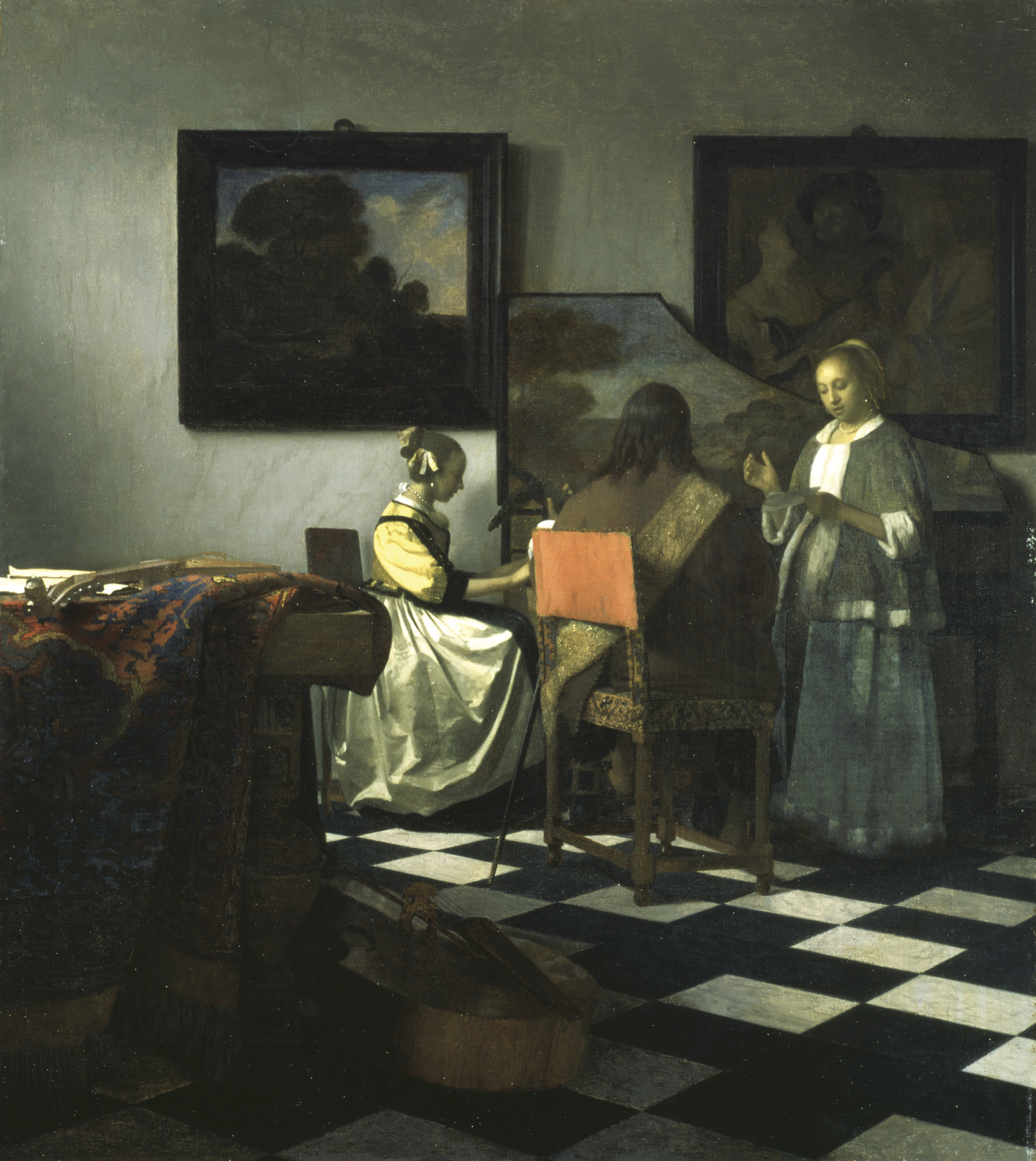
Le Concert, par Vermeer
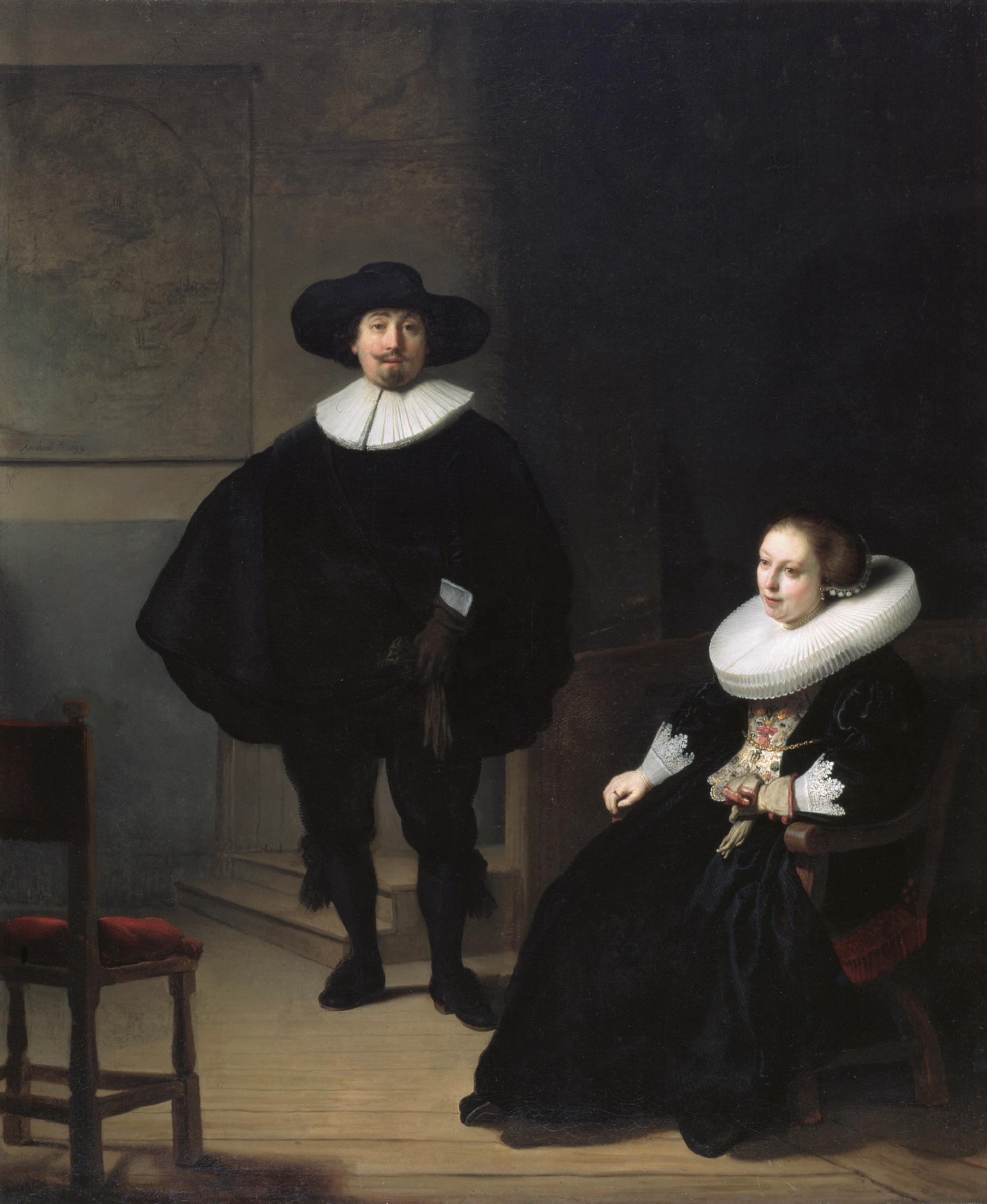
A Lady and Gentleman in Black, par Rembrandt
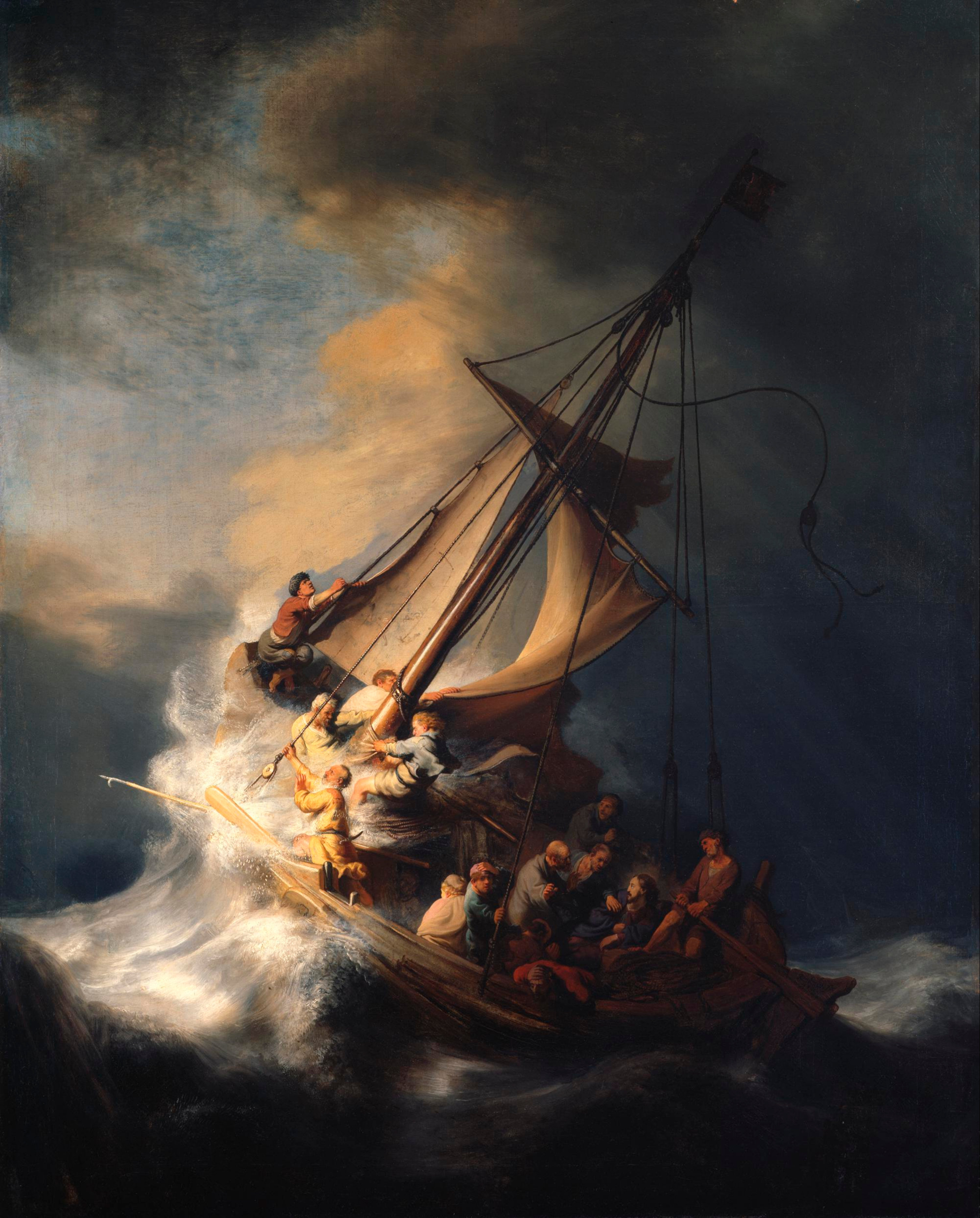
Le Christ dans la tempête sur la mer de Galilée, par Rembrandt
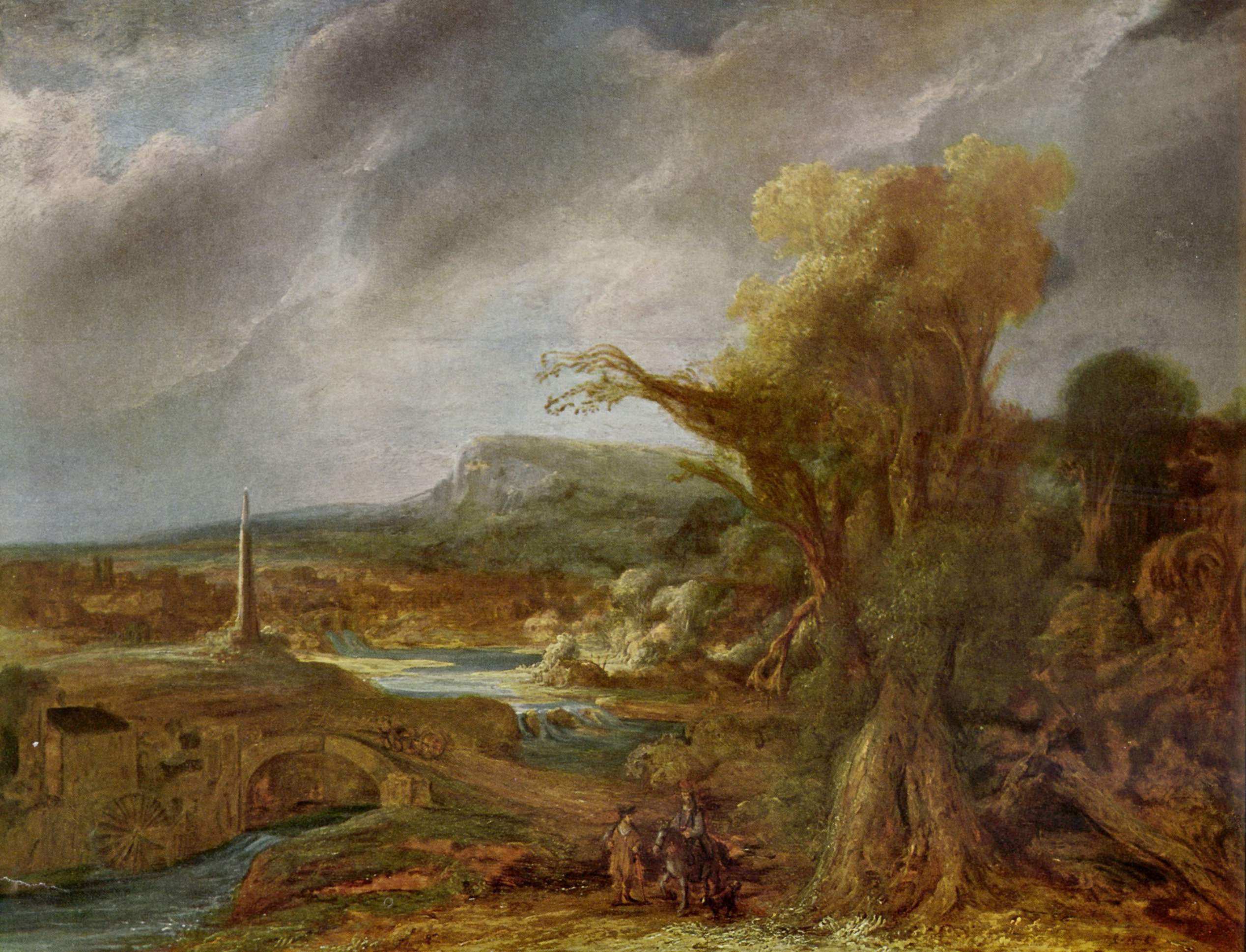
Paysage avec un obélisque, par Govert Flinck
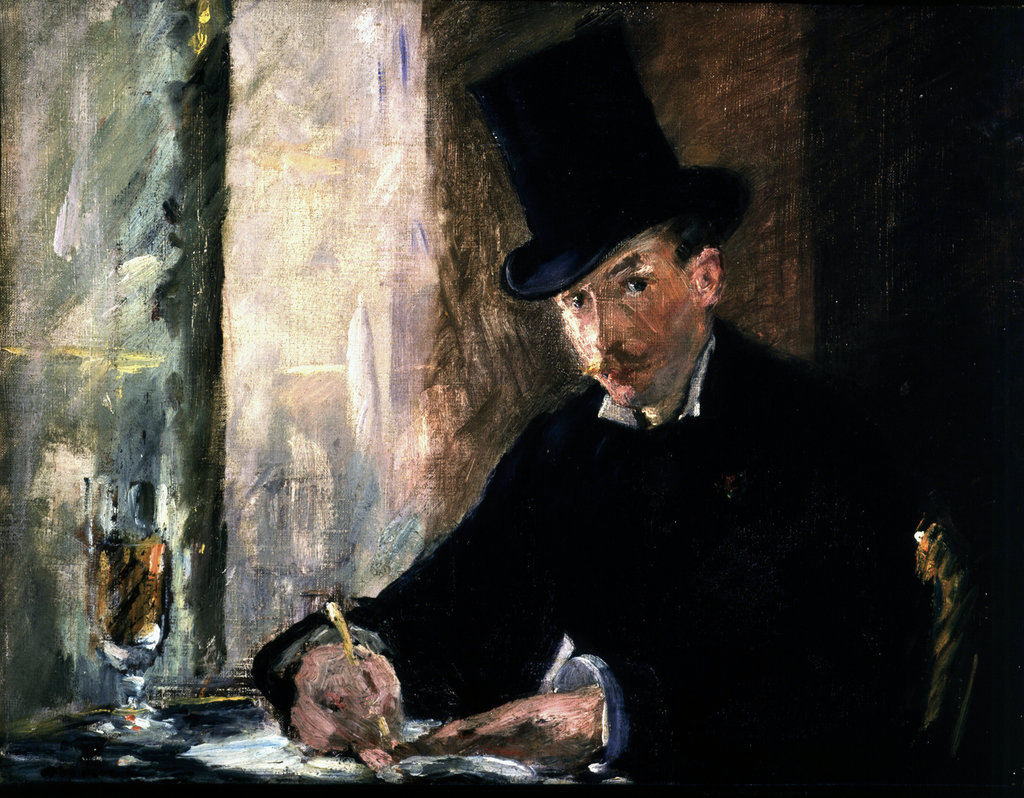
Chez Tortoni, par Édouard Manet
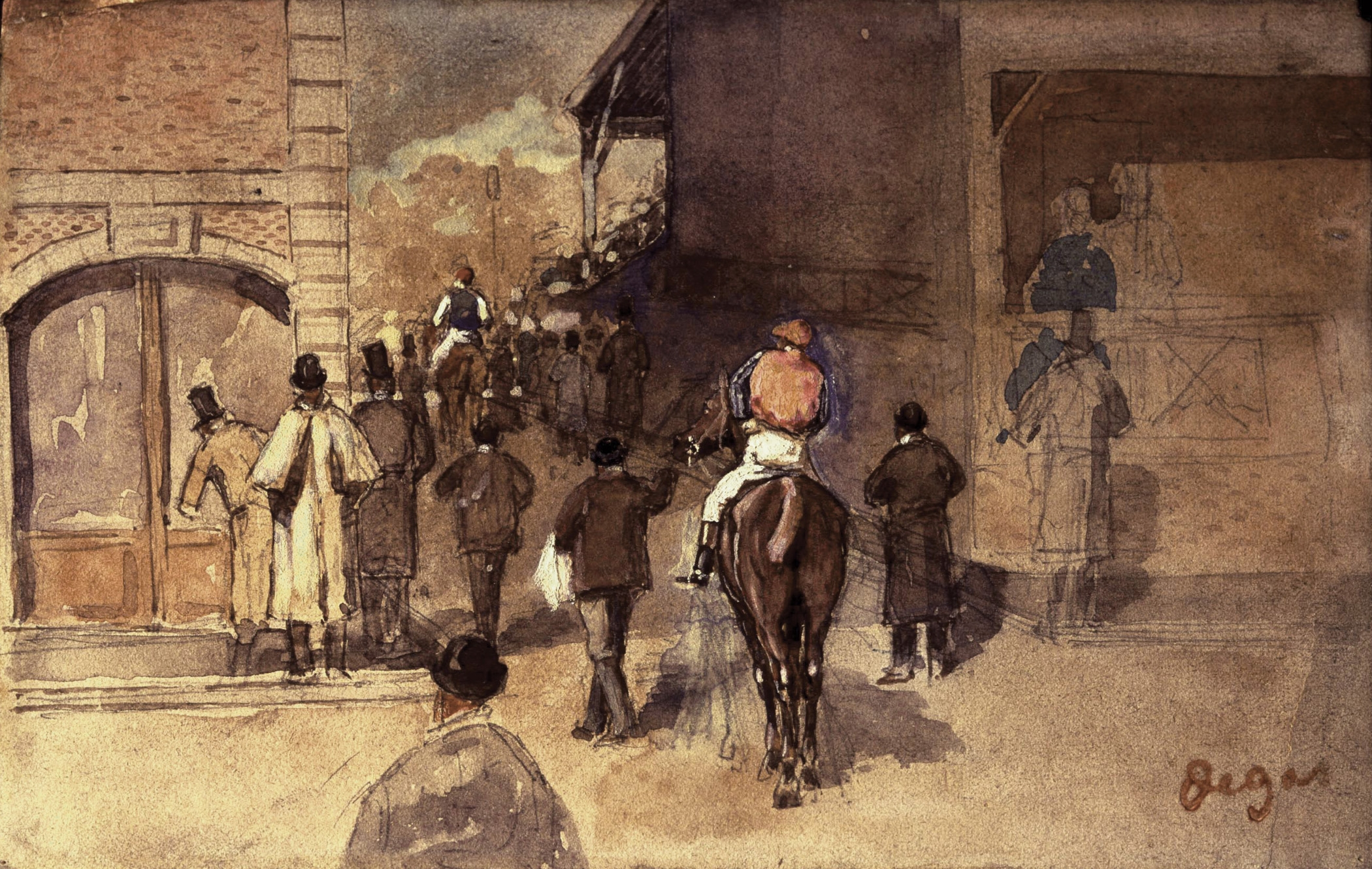
La Sortie de Pesage, par Edgar Degas